# Leptotarsus trivittatus
Leptotarsus trivittatus är en tvåvingeart som beskrevs av Frederick Askew Skuse 1890. Leptotarsus trivittatus ingår i släktet Leptotarsus och familjen storharkrankar. Inga underarter finns listade i Catalogue of Life.